# اچ‌ام‌سی‌اس وینیپگ (جی۳۳۷)
اچ‌ام‌سی‌اس وینیپگ (جی۳۳۷) (به انگلیسی: HMCS Winnipeg (J337)) یک کشتی است که طول آن 68.6 (225 ft) می‌باشد. این کشتی در سال ۱۹۴۲ ساخته شد.